# Pyrausta vitellinalis
Pyrausta vitellinalis là một loài bướm đêm trong họ Crambidae.